# محوطه اورتاکی
محوطه اورتاکی مربوط به سده‌های میانه دوران‌های تاریخی پس از اسلام است و در شهرستان بجنورد، بخش راز و جرگلان، دهستان راز و جرگلان، ۳ کیلومتری جنوب شرق روستای گنبدلی واقع شده و این اثر در تاریخ ۱۸ شهریور ۱۳۸۷ با شمارهٔ ثبت ۲۳۱۹۲ به‌عنوان یکی از آثار ملی ایران به ثبت رسیده است.